# سمكة المبرد
أسماك المبرد (بالإنجليزية: Filefish) هي فصيلة أسماك بحرية استوائية ينفوخيات الشكل. تتواجد أنواعه في المحيط الأطلسي و المحيط الهادي و المحيط الهندي وتشمل 107 نوعا و 26 جنسا. أسماك المبرد قريبة في نوعها من أسماك تريجر و الأسماك الينفوخية و والأسماك الصندوقية.
جسمها منضغط ذات سطح خشن ، حتى انها كانت تستخدم في برادة المراكب الخشبية .
ومنها أنواع عديدة في المياه الأسترالية ؛ عدد الأنواع 58 و 23 جنس - وبذلك فتشكل اسماك المبرد الأسترالية نحو نصف هذه الأسماك موجودة في العالم .

## اقرأ أيضا
- ينفوخية
- ينفوخيات الشكل
- شعاعيات الزعانف
- سمك طائر
- الطرخين